# 다르다넬스 해협

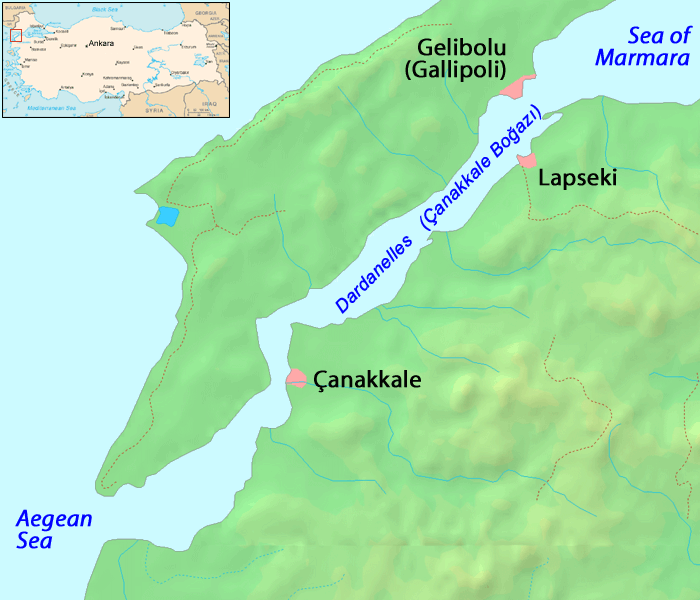
다르다넬스 해협

다르다넬스 해협(튀르키예어: Çanakkale Boğazı, 그리스어: Δαρδανελλια)은 에게해와 마르마라해를 잇는 튀르키예의 해협이다. 고대 고전에서는 헬레스폰트 또는 그리스어로 헬레스폰토스(고대 그리스어: Ἑλλήσποντος, Hellespontos, ‘헬레의 바다’라는 뜻)로도 잘 알려져 있다.
길이는 61킬로미터이지만 폭은 1~6킬로미터 밖에 되지 않는다. 평균 깊이는 55미터이고, 가장 깊은 곳은 81미터이다.
보스포루스 해협과 함께 튀르키예를 아시아와 유럽 양쪽으로 나눈다.

## 역사
트로이 전쟁의 무대였던 고대의 트로이아는 해협의 서쪽 입구 아시아 쪽에 있었다. 페르시아 제국의 크세르크세스 1세와 마케도니아 왕국의 알렉산드로스 대왕은 정복을 위해 이 해협을 건넜다. 비잔티움 제국에게 이 해협은 콘스탄티노폴리스를 지키는 아주 중요한 길목이기도 했다.
보스포루스 해협과 함께 예로부터 유럽과 아시아, 지중해와 흑해를 연결하는 전략요충지로 고대 그리스의 도시 트로이도 동안(東岸)에 위치하여 번영을 누렸고, 그 이후에도 이 해협은 흑해 연안의 식민도시와 그리스 본토를 연결하는 상업상의 요로(要路)를 이루었다.
| 다르다넬스 해협보스포루스 해협트로이콘스탄티노폴리스마케도니아 왕국class=notpageimage\| 다르다넬스 해협 |